# Осада Джелалабада
Осада Джелалабада (англ. Battle of Jellalabad) (12 ноября 1841 — 13 апреля 1842 года) — эпизод первой англо-афганской войны. В первой половине XIX века Джелалабад представлял собой укреплённый город в 130 км к востоку от Кабула, бывшую зимнюю резиденцию афганских эмиров. В ноябре 1841 года в Джелалабад переместилась из Кабула бригада под командованием генерала сэра Роберта Сейла. После того, как афганцы уничтожили армию Эльфинстона во время её отступления из Кабула в январе 1842 года, афганцы предприняли ряд атак на форт. Британский гарнизон, однако, сумел отбить все атаки, и даже отбил у осаждавших 300 овец, когда из-за нехватки провизии пришлось сокращать рационы. Наконец, выдержав 5 месяцев осады, Сэйл атаковал афганцев, захватил их главный лагерь, со всеми припасами, лошадьми и артиллерией; афганцы бежали в Кабул.
Выдержавший осаду 13-й пехотный полк по возвращении в Индию для отплытия в Европу стал героем — все британские гарнизоны на его маршруте производили 10-пушечные салюты в его честь. По приказу королевы Виктории полк из Пешего перешёл в разряд Лёгкой пехоты и получил к названию приставку «Собственный принца Альберта», а на эмблеме полка была изображена крепостная стена с надписью «Джелалабад» над ней.

## Предыстория
В 1841 году британская армия в Кабуле находилась под командованием генерала Уильяма Эльфинстона. В его распоряжении были два пехотных полка: 44-й пехотный полк генерала Джона Шелтона и 13-й Легкопехотный полк генерала Роберта Сейла. В октябре было принято решение вернуть 13-й полк Сейла обратно в Индию, а оттуда в Англию. В это время в Афганистане уже начались беспорядки, и предполагалось, что Сейл подавит эти протесты по пути в Индию. Для его усиления был выделен 35-й бенгальский пехотный полк под командованием полковника Томаса Монтейта, который начал марш 9 октября. 11 октября начал марш полк Сейла. Два полка сформировали бригаду, которой пришлось с боем идти к Джелалабаду. Во время перестрелки в Кабульском ущелье сам генерал Сейл был ранен мушкетной пулей в ногу. После ещё ряда перестрелок бригада без серьёзных потерь пришла в Гандамак.
Бригада пришла в Гандамак 3 ноября и простояла там некоторое время в кантонменте, построенном для войск Шуджа-Шаха. Между 16 октября и 7 ноября до бригады не доходило никаких вестей из Кабула, и только 7 ноября прибыл афганец, представившийся сторонником Шуджа-Шаха, который сообщил, что в Кабуле произошло восстание, но британцы и армия Шуджа-Шаха успешно его подавили. Это сообщение выглядело подозрительно и вызвало только беспокойство в бригаде Сейла. Обстановка вокруг Гандамака становилась неспокойной. Патрули 5-го полка лёгкой кавалерии несколько раз оказывались под обстрелом. В этой обстановке Сейл решил отступить к Джелалабаду и там ждать новостей из Кабула.
Это решение Сейла впоследствии вызывало много споров. Существовало мнение, что если бы он вернулся в Кабул, то спас бы армию Эльфинстона от уничтожения в январе 1842 года, а если бы остался в Гандамаке, то мог как минимум помочь отступающему Эльфинстону. Уже 10 ноября Сейл получил письмо от Макнахтена с просьбой немедленно идти в Кабул. Впоследствии Сейл писал, что марш на Кабул был невозможен. Ему пришлось бы бросить в Гандамаке 300 больных и раненых, а затем наступать без запасов продовольствия под атаками со всех сторон. Если бы афганцы в это время захватили Джелалабад, то Сейлу пришлось бы отступать к Пешавару. В итоге он решил занять Джелалабад, где можно было бы поддерживать связь с Индией и куда британцы могли бы отступить из Кабула.
Сейл собрал военный совет, который большинством голосов высказался за отступление. По словам историка Джона Кея, 10 ноября Сейл ещё не знал о масштабах афганского восстания и у него не было проблем с продовольствием. Он мог бы просто остаться в Гандамаке, и это уже заставило бы племена Гильзаев соблюдать нейтралитет. В этом случае армия Эльфинстона, отступающая от Кабула, наверняка была бы спасена.
11 ноября Сейл начал марш к Джалаллабаду. В последней момент обнаружилось, что большое количество тягловых животных пропали. Сейл приказал погрузить боеприпасы и госпитальное снаряжение на всех доступных животных, отказавшись от всего частного имущества, которое было оставлено в Гандамаке. Марш начался в полдень, и к закату бригада успела пройти 14 миль. Ночью стало известно, что сразу после ухода бригады афганцы напали на гандамакский кантонмент, кавалерия Шуджа-Шаха перешла на их сторону, поэтому кантонмент был полностью разграблен, и только небольшой отряд британских офицеров смог нагнать бригаду. Добычей афганцев в Гандамаке стали две 6-фунтовых пушки.
Утром 12 ноября бригада возобновила марш. Афганцы несколько раз атаковали арьергард, которым командовал полковник Денни, но основная колонна к вечеру беспрепятственно добралась до Джелалабада.

## Подготовка города к обороне
Город Джелалабад, бывшая зимняя резиденция эмиров династии Дуррани, находился в центре большой плодородной равнины, по которой, мимо города, протекала река Кабул. Долина была лесистая и зелёная в западной части, но сам город был окружён сухими равнинами. Сам Джелалабад когда-то уступал по значимости только Кабулу и Кандагару, но из-за многочисленных войн постепенно пришёл в упадок. В 1841 году ещё были видны остатки трёх колец стен, из которых лучше сохранилась внутренняя, в черте которой находились строения города. В городе была своя цитадель, которая находилась в самом центре.
Население города решило, что британцы, как обычно, пройдут мимо в Индию, но Сейл направил свою бригаду прямо к городским воротам. Население города сразу же бежало через противоположные ворота, и таким образом город был занят Сейлом без сопротивления. В городе были обнаружены запасы продовольствия, которой бригаде хватило бы на два дня, поэтому Сейл перевёл бригаду на половинные рационы. Городская стена оказалась слишком длинной для того количества людей, которым располагал Сейл, её бастионы были разрушены, а сама стена сильно повреждена на многих участках. Некоторые предлагали отвести войска в цитадель, стены которой были в лучшей сохранности, и требовали меньших сил для охраны. Но у этого предложения нашлись противники: они утверждали, что отступление в крепость может быть понято как проявление слабости, и что строения города позволят афганцам скрытно приближаться к цитадели. В итоге было решено оставаться в городе и как можно быстрее привести его укрепления в обороноспособное состояние.
Между тем с самого начала пребывания британцев в городе толпы афганцев окружили его и обстреливали противника при первой возможности. В таких обстоятельствах невозможно было заниматься восстановлением стен, поэтому решено было сделать на следующий день вылазку. Основную опасность представляла высота Пайпер-Хилл к югу от города, поэтому вылазку было решено сделать именно в этом направлении. Командовать операцией поручили подполковнику Монтейту, который возглавил отряд из 300 человек 13-го пехотного, 300 человек 35-го пехотного, сотни сапёров и двух орудий, всего около 1100 человек. Этими силами Монтейт должен был отогнать афганцев, которых, по его оценкам, было около 5 000 человек.
Небольшой отряд британской армии был размещён юго-восточнее крепости, на участке, где годом ранее, когда в Джелалабаде жил Шуджа-шах, размещалась миссия Макнахтена, и поэтому участок называли Mission Compound. В день вылазки афганцы первые напали на этот участок и потеснили британцев, но британская кавалерия вышла из ближайших к участку ворот и обратила нападающих в бегство. В то же время пехота Сейла вышла из Кабульских ворот и начала наступать на высоты к юго-западу. Афганцы вели плотный, но не точный огонь. Их выбили с высот, отогнали к небольшой крепости в их тылу и захватили крепость, обнаружив в ней запас зерна. После этого был дан сигнал к отходу и британцы вернулись в Джелалабад. Афганцы ушли, оставив на поле боя 200 тел убитых.
С этого дня (13 ноября) и до 28 ноября афганцы не тревожили Джелалабад. Всё это время британцы совершенствовали укрепления города: углубляли рвы, закладывали бреши в стенах и вырубали деревья в секторах обстрела. Были сглажены все неровности, которые могли бы дать укрытие атакующим и снесены все здания около стен. На бастионах были установлены 10 орудий. Фуражные партии собирали продовольствие, топливо, и иные полезные припасы, и в итоге продовольствия было запасено на месяц осады. Беспокойство вызывали только боеприпасы: кроме небольшого количества в патронных сумках, их имелось всего 120 выстрелов на мушкет.

## Осада
«Теперь Джелалабад был действительно в осадном положении», пишет Джордж Клейг о периоде 14-28 ноября. Связь с Кабулом и Пешаваром ещё существовала, но дорога была опасна и известия доходили только изредка. Проходили сообщения, что афганцы захватили почти всю дорогу до Пешавара и до Кабула. Гарнизон ожидал нападения со дня на день, но только утром 29 ноября со стороны Кабула показались многочисленные колонны афганцев, общей численностью около 5000 человек. Они окружили Джелалабад, заняли все строения вокруг и высоту Пайпер-Хилл, но пока не нападали на город. С 29 ноября по 1 декабря они время от времени обстреливали город, пока британцы берегли порох. Наконец, Сейл решил ответить. Он поручил полковнику Денни сделать вылазку силами 300 пехотинцев при двух 9-фунтовых орудиях. 1 декабря после 13:00 отряд Денни вышел из ворот, атаковал и отогнал афганцев. Примерно 150 афганцев было убито в этом бою. Британцы потеряли 1 человека. И в этот раз афганцы снова ушли в неизвестном направлении.
В декабре стали приходить известия об убийствах британцев в Кабуле, об осаде британского гарнизона и, наконец, о его капитуляции. Это произвело тяжёлое впечатление на армию Сейла, которая теперь оказалась отрезана от всего мира с запасом пороха на одно большое сражение. 2 января пришло письмо от майора Поттингера с сообщением об убийстве Уильяма Макнахтена. Так же стало известно, что кандагарская бригада, которая шла на спасение Кабула, дошла только до Газни и вынуждена была вернуться из-за снегопада. Вскоре было перехвачено письмо Акбар-Хана с призывом начать священную войну против англичан. Он писал, что лично зарезал британского командира в Кабуле и точно так же зарежет командира в Джелалабаде. 9 января к Джелалабаду подошла группа афганцев, которые передали Сейлу письмо, подписанное Эльфинстоном. Там говорилось, что заключено соглашение об эвакуации британской армии и она должна начаться с Джелалабада. Сейл созвал военный совет. Было решено не выполнять этот приказ и оставаться на месте.
Утром 13 января инженеры, которые укрепляли один из бастионов, заметили на кабульской дороге всадника, похожего издалека на больного или раненого. Полковник Денни, который ранее утверждал, что весь гарнизон Кабула будет уничтожен, теперь произнёс: «Ну, что я говорил? Вот вам и подтверждение». Отряд кавалерии встретил всадника и отвёл его в крепость. Он оказался доктором Уильямом Брайдоном, единственным выжившим участником отступления армии Эльфинстона из Кабула. Он рассказал, как начала марш армия Эльфинстона, как начали погибать люди от пуль афганцев, морозов и безграмотности командиров. Небольшой отряд сумел пробиться к Гандамаку, но только шестеро достигли Фаттехабада. Здесь их перебили местные жители, и только Брайдону удалось уйти. Немедленно конный патруль был отправлен в сторону Гандамака, чтобы найти кого-нибудь, но до темноты никто не был найден. Всю ночь на стенах Джелалабада горели лампы и подавался сигнал горном, но никто не пришёл за ночь, как и за последующие дни.
18 января пришло письмо от одного из выживших, капитана 44-го пехотного полка, который писал, что он, и ещё один майор находятся в плену и афганцы хотят получить по 1000 рупий за каждого. Офицеры 13-го полка собрали одну тысячу рупий, а рядовые вторую, но пришло второе предложение: передать 28 других пленных за лакх рупий. Эти деньги были отправлены афганцам, но гонцов по пути ограбили, а Акбар-хан распорядился перевести пленных подальше от Джелалабада. Гильзайский вождь Абдул Джаффур Хан, который старался поддерживать хорошие отношения с англичанами и снабжал их продовольствием, выступил посредником на переговорах. Обнаружилось, что жена и дочь Сейла, и другие дамы находятся среди пленных. Вождь передал для них от гарнизона Джелалабада немного одежды, книг и денег. Так прошёл январь, а в начале февраля вооружённые афганцы стали появляться в больших количествах в окрестностях Джелалабада. Стало понятно, что готовится нападение, и было приказано вооружить всех, даже гражданских лиц. Те, кому не хватило ружей, вооружились самодельными пиками. В город согнали несколько сотен голов скота, забили его и засолили впрок. Работы по укреплению стен города между тем продолжались.
19 февраля с утра были начаты, как обычно, работы на укреплениях, но внезапно началось землетрясение, которое длилось целый час, и уничтожило всё то, что было построено гарнизоном за три месяца работ. Верхняя часть стен обрушилась, образовались большие бреши на всех участках, все дома в городе были так или иначе повреждены. Но человеческих жертв не было, и склады с боеприпасами и провизией не пострадали. Теперь афганская армия, которая находилась примерно в 6-ти милях от города, могла напасть на него с любого направления, и весь вечер и ночь гарнизон ожидал этой атаки, но наступило утро 20 февраля, а атаки так и не последовало. Утром Сейл отправил генералу Поллоку письмо с описанием своего критического положения.
Армия Акбар-Хана по какой-то причине несколько дней оставалась в своём лагере за рекой Кабул и только в полдень 26 февраля начала приближаться к Джелалабаду. Они окружили город со всех сторон, а отдельные партии подобрались к стенам и начали обстрел из ружей. Англичане экономили ружейный порох, но время от времени давали залпы из орудий. Но Акбар-Хан не решился на штурм, а отвёл армию в рощу к юго-востоку от города, чтобы оттуда нападать на фуражиров, если те выйдут из-за стен города. Осада продолжилась. Через несколько дней возник слух, что афганцы роют подкоп род стены города, поэтому было решено сделать вылазку. Утром 11 марта 100 британских пехотинцев, 100 индийцев и 200 сапёров атаковали ближайшее афганское укрепление и захватили его, но никаких признаков подкопа не обнаружилось, и атака была отозвана. Афганцы потеряли примерно 100 человек, у британцев только некоторые получили ранения. В последующие дни перестрелки продолжались, и у гарнизона осталось так мало боеприпасов, что им пришлось подбирать афганские пули и переплавлять их в новые. Между тем начали заканчиваться запасы мяса и зерна. Сейл отправлял одного за другим гонцов к Поллоку, но помощь всё не приходила.  

### Подготовка экспедиции Поллока
Первые слухи о проблемах в Кабуле стали поступать в Индию в ноябре, когда лорд Окленд уже готовился покинуть свой пост и отправиться в Англию. В Пешавар была отправлена бригада, но этих сил было недостаточно для того, чтобы занять Хайберский проход. Племена афридиев подкупить не удалось, и на верность сикхов в тылу английской армии тоже нельзя было положиться. 4 января 1842 года в Пешавар была направлена вторая бригада, численностью 3034 человека. Для командования обоими бригадами требовался человек особой энергии и рассудительности, и сначала была предложена кандидатура Эдмунда Уильямса, но он всего два года служил в Индии и был мало знаком с её реалиями. В итоге выбор пал на Джорджа Поллока, командира гарнизона Агры и ветерана маратхских войн.
22 января британское командование узнало о гибели кабульского гарнизона и осаде Джелалабада. Теперь наступление на Кабул не имело смысла, но было решено спасти бригаду Сейла и сразу же отступить назад в Индию. 30 января из Джелалабада пришло подтверждение информации о гибели армии Эльфинстона. 10 января главнокомандующий в инструкциях для Поллка ещё раз подчеркнул бессмысленность удержания Джелалабада. между тем бригада Уайлда стояла в Пешаваре. Примерно посередине между Пешаваром и Джелалабадом находилась крепость Али-Масджид, которую было решено захватить. 15 января полковник Мосли с 53-м и 54-м индийскими полками выступил к крепости, которая была взята без сопротивления, но обоз с продовольствием отстал, и отряд Мосли остался отрезан в крепости от Пешавара. 19 января полковник Уайлд пытался пробиться к крепости, но его наступление было отбито. 24 января Мосли оставил крепость и отступил к Пешавару. Стало очевидно, что без кавалерии и артиллерии снять осаду Джелалабада невозможно, и Уайлд стал дожидаться Поллока с подкреплениями.
Поллок прибыл в Пешавар 5 февраля, и сразу обнаружил, что 1000 человек бригады Уайлда находится в госпитале, а через три дня это число увеличилось до 1800, и в итоге у Поллока в распоряжении оказались силы лишь немного крупнее тех, что ранее были у Уайлда. Сипайские полки были на грани бунта, и даже офицеры были против марша на Джелалабад. Один из них заявил, что лучше пожертвовать бригадой Сейла, чем потерять 12 000 человек при её спасении. Наступать на Джелалабад в такой ситуации было немыслимо. Поллок простоял в Пешаваре весь февраль и март. Сейл настаивал на марше к Джелалабаду, но Поллоку прежде надо было восстановить здоровье и боевой дух его армии.

### Сражение 7 апреля 1842 года
1 апреля гарнизон сделал вылазку и отбил у противника стадо баранов, после чего до 6 апреля наступило затишье. Англичане укрепляли стены города, а афганцы укрепили свой лагерь и связали его линиями траншей с небольшими крепостями на флангах. Генерал Поллок всё не приходил, и в Джелалабаде возникли слухи, что он пытался пробиться через Хайберский проход, но не смог. 5 апреля оживление в афганском лагере навело англичан на мысль, что эти слухи верны. Возник вопрос о том, что делать дальше. В городе осталось 500 овец на 2000 человек, и боеприпасы подходили к концу. Сейл собрал военный совет на котором было единогласно решено выйти из города, дать бой противнику, и в случае победы пробиваться к Пешавару. По оценке англичан, около города в те дни находилось примерно 9000 афганцев. Согласно Каю, их было 6000 человек.
Утром 7 апреля гарнизон был построен в три колонны: 13-й пехотный полк, 35-й пехотный и колонна сапёров усиленная ротой 13-го и ротой 35-го. Численность колонн была примерно одинаковой, по 500 человек в колонне. Командовали колоннами полковник Монтейт, полковник Денни и капитан Хэвлок. Несколько солдат охраняли городские ворота, а гражданские заняли позиции на стенах. Между Джелалабадом и афганским лагерем находилось несколько небольших крепостей. Было решено обойти их и сразу атаковать лагерь, а потом вернуться к крепостям, если они ещё не будут оставлены. Наступление началось, но левая колонна (13-й полк Денни) попала под сильный обстрел с одной их крепостей, поэтому Сейл приказал повернуть влево и штурмовать крепость. 13-й прорвался за внешнюю стену крепости. но не смог взять внутреннюю стену. Полковник Денни получил здесь смертельное ранение. 13-му пришлось отойти от крепости и продолжить наступление на лагерь. В это время колонна Монтейта наступала прямо на лагерь, а колонна Хэвлока попыталась обойти фланг противника. Афганская кавалерия несколько раз атаковала колонну, которая несколько раз строилась в каре. Все три колонны атаковали афганский лагерь и сразу отбросили противника. В 07:00 афганцы отступили, бросив обозы, артиллерию, боеприпасы, знамёна и оружие. В одной из крепостей был найден особенно большой запас пороха, пуль и снарядов. Позже стало известно, что Акбар-Хан увёл армию к Кабулу, а вожди прилегающих племён при этом известии сообщили о своей готовности подчиниться британским властям.
Потери британской армии были невелики: погибли 8 рядовых 13-го полка и двое 35-го полка. 3 офицера и примерно 50 рядовых были ранены.

### Снятие осады
Так как теперь гарнизону ничего не угрожало, Сейл принял решение оставаться в Джелалабаде и дожидаться Поллока, который, как выяснилось, был уже недалеко. Афганцы из прилегающих селений теперь без помех привозили зерно на продажу и возле одних ворот образовался небольшой базар. 10 апреля стало известно, что Поллок прошёл уже половину Хайберского прохода. 15 апреля его отряд был уже в 7 милях от Джелалабада. Там он встал лагерем и многие жители Джелалабада посетили этот лагерь. Утром 16 апреля оркестр 13-го полка встречал колонну якобитской песней «Welcome Royal Charlie» (с припевом An oh, but you've been lang o' comin, Lang, lang, lang o' comin').

### Статьи
- Molesworth, G. N. THE DEFENCE OF JALLALABAD, 1841-43 (англ.) // Journal of the Society for Army Historical Research. — Society for Army Historical Research, 1968. — Vol. 46, iss. 187. — P. 146–153.